# Montreux-Vieux
Montreux-Vieux är en kommun i departementet Haut-Rhin i regionen Grand Est (tidigare regionen Alsace) i nordöstra Frankrike. Kommunen ligger i kantonen Dannemarie som tillhör arrondissementet Altkirch. År 2022 hade Montreux-Vieux 924 invånare.

## Befolkningsutveckling
Antalet invånare i kommunen Montreux-Vieux
| Referens: INSEE |